# Ференц Деак (футболіст)
Ференц Деак (угор. Deák Ferenc; 16 січня 1922, Будапешт — 18 квітня 1998, там само) — угорський футболіст, нападник. Володар ніким не перевершеного рекорду за кількістю голів в одному європейському чемпіонаті: 66 м'ячів у 34 іграх. Його середня результативність у вищому угорському дивізіоні дорівнює 1,28 м'яча за гру.

## Кар'єра
Ференц Деак почав кар'єру в клубі «Сентлерінц», який вийшов у вищий дивізіон чемпіонату Угорщини з третьої ліги. Спочатку Деак виходив на поле з лавки запасних, а потім почав регулярно з'являтися у стартовому складі команди і поступово став лідером атак клубу. У своєму першому сезоні Деак забив 14 голів у 8 матчах. У наступному році він відзначився 66 раз в 34 іграх чемпіонату, що лише на гол менше, ніж в американського футболіста 20-х років Арчі Старка. Як європейський показник, рекорд Деака так досі і не перевершений.

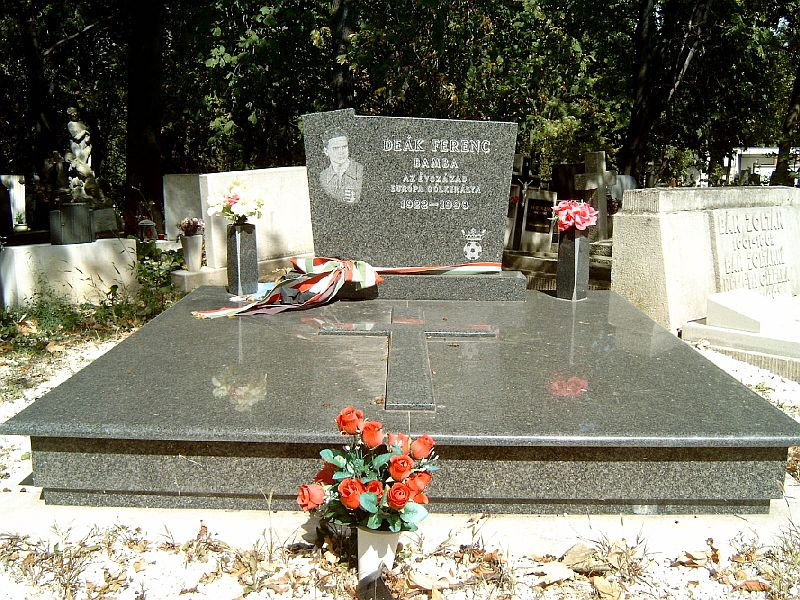
Могила Деака на кладовищі Фаркашреті в Будапешті

У наступному сезоні Деак забив 48 м'ячів у 30 іграх, їм зацікавився «Ференцварош», в який він перейшов влітку 1947 року. За рік до цього, в 1946 році, його запросили в збірну Угорщини, яка проводила перші повоєнні гри. На той момент збірна команда була дуже сильною, до 1949 року перемігши в 16 іграх при одній нічиїй, але тодішнього тренера Тібора Галловича з політичних причин відсторонили від збірної. Головним став Густав Шебеші, а помічником Шебеші — Дьюла Манді, обидва цих спеціаліста награвали Деака в основі команди: він провів 8 матчів і забив 12 голів. А потім Деак просто перестав викликатися до складу національної команди. За чутками, цьому завадила травма, яка не дозволяла грати в повну силу; за іншою версією, Деак відмовився переходити в очолюваний, паралельно зі збірною, Шебешем «Гонвед», а вирішив перейти в «Ференцварош», який переміг в чемпіонаті, випередивши «Гонвед».
Після переходу в «Ференцварош», Деак став забивати трохи менше, після 41 м'яча в 1948 році і 59-ти в 1949, у 1950 році він забив лише 21 м'яч в 23 зустрічах, а кращим бомбардиром став Ференц Пушкаш. Взимку 1951 року Деак покинув «Ференцварош» і перейшов в «Уйпешт», але там він забивав ще менше, часто залишаючись на лаві запасних. У 1954 році Деак пішов з «Уйпешта» і почав виступати в командах з нижчих угорських ліг, де і завершив спортивну кар'єру.
За версією RSSSF посідає восьме місце серед найрезультативніших гравців світового футболу — 576 голів (в офіційних іграх).

## Статистика виступів

### Огляд кар'єри
| Команда           | Період            | Офіційні матчі | Офіційні матчі | Неофіційні матчі | Неофіційні матчі | Разом | Разом |
| Команда           | Період            | Ігри           | Голи           | Ігри             | Голи             | Ігри  | Голи  |
| ----------------- | ----------------- | -------------- | -------------- | ---------------- | ---------------- | ----- | ----- |
| Сентлерінц        | 1944-1947         | 72             | 128            | ?                | ?                | 72+   | 128+  |
| Ференцварош       | 1947-1950         | 83             | 121            | 27               | 34               | 110   | 155   |
| Уйпешт            | 1950-1954         | 83+            | 56+            | ?                | ?                | 83+   | 56+   |
| Угорщина          | 1943-1949         | 20             | 29             | 33               | 66               | 53    | 95    |
| Збірна Будапешту  | 1946-1947         | 3              | 4              | 0                | 0                | 3     | 4     |
| Інші              | 1947              | -              | -              | 1                | 0                | 1     | 0     |
| Всього за кар'єру | Всього за кар'єру | 261+           | 338+           | 61+              | 100+             | 322+  | 438+  |

### Клубна кар'єра
| Клуб              | Сезон             | Ліга | Ліга | Кубок Угорщини | Кубок Угорщини | Всього | Всього | Товариські матчі | Товариські матчі | Всего | Всего |
| Клуб              | Сезон             | Ігри | Голи | Ігри           | Голи           | Ігри   | Голи   | Ігри             | Голи             | Ігры  | Голы  |
| ----------------- | ----------------- | ---- | ---- | -------------- | -------------- | ------ | ------ | ---------------- | ---------------- | ----- | ----- |
| Сентлерінц        | 1944              | 8    | 14   | -              | -              | 8      | 14     | ?                | ?                | ?     | ?     |
| Сентлерінц        | 1945/46           | 34   | 66   | -              | -              | 34     | 66     | ?                | ?                | ?     | ?     |
| Сентлерінц        | 1946/47           | 30   | 48   | -              | -              | 30     | 48     | ?                | ?                | ?     | ?     |
| Сентлерінц        | Всього            | 72   | 128  | 0              | 0              | 72     | 128    | ?                | ?                | 72+   | 128+  |
| Ференцварош       | 1947/48           | 30   | 41   | -              | -              | 30     | 41     | 8                | 3                | 38    | 44    |
| Ференцварош       | 1948/49           | 30   | 59   | -              | -              | 30     | 59     | 17               | 27               | 47    | 86    |
| Ференцварош       | 1949/50           | 23   | 21   | -              | -              | 23     | 21     | 2                | 4                | 25    | 25    |
| Ференцварош       | Всього            | 83   | 121  | 0              | 0              | 83     | 121    | 27               | 34               | 110   | 155   |
| Уйпешт            | 1950              | 14   | 12   | -              | -              | 14     | 12     | ?                | ?                | ?     | ?     |
| Уйпешт            | 1951              | 14   | 5    | ?              | ?              | ?      | ?      | ?                | ?                | ?     | ?     |
| Уйпешт            | 1952              | 22   | 15   | ?              | ?              | ?      | ?      | ?                | ?                | ?     | ?     |
| Уйпешт            | 1953              | 20   | 15   | -              | -              | 20     | 15     | ?                | ?                | ?     | ?     |
| Уйпешт            | 1954              | 13   | 9    | ?              | ?              | ?      | ?      | ?                | ?                | ?     | ?     |
| Уйпешт            | Всього            | 83   | 56   | ?              | ?              | 83+    | 56+    | ?                | ?                | 83+   | 56+   |
| Всього за кар'єру | Всього за кар'єру | 238  | 305  | ?              | ?              | 238+   | 305+   | 27+              | 34+              | 265+  | 339+  |

## Досягнення
- Чемпіон Угорщини: 1949
- Футболіст року в Угорщині: 1946
- Кращий бомбардир чемпіонату Угорщини (3): 1946, 1947, 1949
- Кращий бомбардир чемпіонату Балкан і Центральної Європи: 1947
- Рекордсмен чемпіонату Угорщини за кількістю голів в одному сезоні: 66 голів